# IDGAF
IDGAF – ósmy singel brytyjskiej piosenkarki Dua Lipy z jej debiutanckiego albumu studyjnego, zatytułowanego Dua Lipa. Singel został wydany 12 stycznia 2018. Twórcami tekstu utworu są Dua Lipa, Uzoechi Emenike, Larzz Principato, Skyler Stonestreet i Whiskey Waters, natomiast jego produkcją zajęli się Stephen „Koz” Kozmeniuk, Principato oraz Lorna Blackwood.
„IDGAF” jest utrzymany w stylu muzyki pop. Utwór był notowany na 3. miejscu na liście najlepiej sprzedających się singli w Wielkiej Brytanii.

## Teledysk
10 stycznia 2018, Lipa na swoim Twitterze opublikowała zapowiedź teledysku. Klip miał premierę 12 stycznia. Reżyserem teledysku jest Henry Scholfield, a nakręcenie jego zajęło 22 godziny.

## Lista utworów
- Digital download – Remixes EP[4]

1. „IDGAF” (Hazers Remix) – 4:00
2. „IDGAF” (Anna of the North Remix) – 3:40
3. „IDGAF” (Darius Remix) – 6:46
4. „IDGAF” (Young Franco Remix) – 3:14

- Digital download – Remixes EP[5]

1. „IDGAF” (B-Case Remix) – 3:14
2. „IDGAF” (Hazers Remix) – 4:00
3. „IDGAF” (Anna of the North Remix) – 3:40
4. „IDGAF” (Darius Remix) – 6:46
5. „IDGAF” (Young Franco Remix) – 3:14

- Digital download – Remixes II EP[6]

1. „IDGAF” (Initial Talk Remix) – 3:27
2. „IDGAF” (Diablo and Rich Brian Remix) – 3:12
3. „IDGAF” (B-Case Remix) – 3:15
4. „IDGAF” (featuring Saweetie) – 3:58
5. „IDGAF” (Acoustic) – 3:37

## Personel
Opracowano na podstawie materiału źródłowego.

- Dua Lipa – wokal, autorka tekstu
- Lorna Blackwood – producent wokalu
- Todd Clark – dodatkowy wokal wspierający
- John Davis – mastering
- Josh Gudwin – miksowanie
- Jeff Gunnell – asystent inżyniera
- Stephen Kozmenium – perkusja, syntezator, fortepian, gitara basowa, produkcja
- Uzoechi „MNEK” Emenike – dodatkowy wokal wspierający, autor tekstu
- Joel Peters – inżynier dźwięku
- Larzz Principato – koprodukcja, gitara, autor tekstu
- Skyler Stonestreet – autorka tekstu
- Whiskey Water – autor tekstu

## Notowania i certyfikaty
| Lista (2018)                                  | Najwyższa pozycja |
| --------------------------------------------- | ----------------- |
| Australia (Top 50 Singles)                    | 3                 |
| Austria (Ö3 Austria Top 40)                   | 6                 |
| Belgia (Ultratop 50 Singles, Flandria)        | 4                 |
| Belgia (Ultratop 50 Singles, Walonia)         | 3                 |
| Czechy (Rádio – Top 100)                      | 11                |
| Czechy (Singles Digitál – Top 100)            | 4                 |
| Dania (Track Top-40)                          | 17                |
| Finlandia (Suomen virallinen lista – Singlet) | 17                |
| Francja (Top Singles & Titres)                | 71                |
| Hiszpania (PROMUSICAE)                        | 31                |
| Holandia (Single Top 100)                     | 8                 |
| Irlandia (Singles Chart)                      | 1                 |
| Kanada (Billboard Canadian Hot 100)           | 29                |
| Niemcy (Media Control Charts)                 | 12                |
| Norwegia (VG-Lista)                           | 5                 |
| Nowa Zelandia (Recorded Music NZ)             | 5                 |
| Polska (AirPlay – Top)                        | 3                 |
| Portugalia (AFP)                              | 7                 |
| Słowacja (Rádio – Top 100)                    | 12                |
| Słowacja (Singles Digitál – Top 100)          | 3                 |
| Stany Zjednoczone (Hot 100)                   | 49                |
| Szwajcaria (Singles Top 100)                  | 19                |
| Szwecja (Sverigetopplistan)                   | 15                |
| Wielka Brytania (UK Singles Chart)            | 3                 |
| Włochy (FIMI)                                 | 12                |

| Lista (2018)                        | Najwyższa pozycja |
| ----------------------------------- | ----------------- |
| Australia (Top 100 Singles)         | 18                |
| Austria (Ö3 Austria Top 40)         | 41                |
| Belgia (Ultratop, Flandria)         | 10                |
| Belgia (Ultratop, Walonia)          | 46                |
| Dania (Track Top-100)               | 40                |
| Holandia (Single Top 100)           | 48                |
| Irlandia (Singles Chart)            | 5                 |
| Kanada (Billboard Canadian Hot 100) | 64                |
| Niemcy (Official German Charts)     | 48                |
| Nowa Zelandia (Recorded Music NZ)   | 14                |
| Polska (ZPAV)                       | 40                |
| Stany Zjednoczone (Hot 100)         | 98                |
| Szwajcaria (Singles Top 100)        | 66                |
| Szwecja (Sverigetopplistan)         | 43                |
| Wielka Brytania (UK Singles Chart)  | 11                |
| Włochy (FIMI)                       | 32                |

| Kraj                      | Certyfikat         | Sprzedaż   |
| ------------------------- | ------------------ | ---------- |
| Australia (ARIA)          | 4x platynowa płyta | 280 000+   |
| Austria (IFPI Austria)    | złota płyta        | 15 000+    |
| Belgia (BEA)              | platynowa płyta    | 40 000+    |
| Dania (IFPI Danmark)      | platynowa płyta    | 90 000+    |
| Francja (SNEP)            | platynowa płyta    | 200 000+   |
| Hiszpania (Promusicae)    | platynowa płyta    | 40 000+    |
| Kanada (MC)               | 7x platynowa płyta | 560 000+   |
| Niemcy (BVMI)             | złota płyta        | 200 000+   |
| Norwegia (IFPI Norge)     | 2x platynowa płyta | 120 000+   |
| Nowa Zelandia (RMNZ)      | platynowa płyta    | 30 000+    |
| Polska (ZPAV)             | 4x platynowa płyta | 200 000+   |
| Portugalia (AFP)          | 3x platynowa płyta | 30 000+    |
| Stany Zjednoczone (RIAA)  | 2x platynowa płyta | 2 000 000+ |
| Szwecja (GLF) (streaming) | platynowa płyta    | 8 000 000+ |
| Wielka Brytania (BPI)     | 3x platynowa płyta | 1 800 000+ |
| Włochy (FIMI)             | 2x platynowa płyta | 100 000+   |

## Historia wydania
| Region            | Data             | Format                        | Wytwórnia                | Źródło |
| ----------------- | ---------------- | ----------------------------- | ------------------------ | ------ |
| Wielka Brytania   | 12 stycznia 2018 | Contemporary hit radio        | Warner Bros.             | [ 79 ] |
| Australia         | 19 stycznia 2018 | Contemporary hit radio        | Warner Music Australasia | [ 80 ] |
| Włochy            | 19 stycznia 2018 | Contemporary hit radio        | Warner Music             | [ 81 ] |
| Wielka Brytania   | 27 stycznia 2018 | Hot adult contemporary radio  | Warner Bros.             | [ 82 ] |
| Wielka Brytania   | 23 lutego 2018   | Digital download (Remix EP 1) | Warner Music             | [ 4 ]  |
| Stany Zjednoczone | 27 lutego 2018   | Contemporary hit radio        | Warner Bros.             | [ 83 ] |
| Wielka Brytania   | 4 maja 2018      | Digital download (Remix EP 2) | Warner Music             | [ 6 ]  |